# Justizdienst
Justizdienst bezeichnet in Deutschland eine Gruppe von Laufbahnen für Beamte, die verwandte Vor- und Ausbildungen voraussetzen (Fachrichtung/Laufbahnrichtung). Das das Laufbahnrecht in die Gesetzgebungskompetenz der Länder fällt (Art. 74 Abs. 1 i. V. m. Art. 74 Abs. 1 Nr. 27 GG), variiert die Ausgestaltung Justizdienste zwischen diesen. 

## Bund
Der Bund hat keine Laufbahnen des Justizdienstes eingerichtet (§ 6 Abs. 2 BLV), da die meisten Justizbehörden Länderbehörden sind. Die für den Justizdienst typischen Aus- und Vorbildungen sowie Tätigkeiten ordnet der Bund der Laufbahngruppe des nichttechnischen Verwaltungsdienstes zu.

## Länder

### Nordrhein-Westfalen
Das größte Bundesland Nordrhein-Westfalen hat beispielsweise folgende Laufbahnen des Justizdienstes eingerichtet:
- Laufbahn des allgemeinen Vollzugsdienstes im Justizvollzug
- Laufbahn des Werkdienstes im Justizvollzug
- Laufbahn des gehobenen Vollzugs- und Verwaltungsdienstes bei Justizvollzugsanstalten
- Laufbahn des Dienstes der Justizwachtmeister
- Laufbahn der Gerichtsvollzieher
- Laufbahn des Amtsanwaltsdienstes
- Laufbahn des staatsanwaltschaftlichen Dienstes

### Berlin
Im Land Berlin besteht gemäß Laufbahngesetz (LfbG) die Laufbahnfachrichtung Justiz und Justizvollzugsdienst. Die ehemals eigenständigen Laufbahnen wurden zu Laufbahnzweigen der Laufbahnfachrichtung. sind folgende alte Laufbahnen zugeordnet:
- Amtsanwaltsdienst
- allgemeiner Justizdienst
- allgemeiner Justizvollzugsdienst
- Gerichtsvollzieherdienst
- Justizwachtmeisterdienst
- Krankenpflegedienst an Justizvollzugsanstalten
- Rechtspfleger
- Werkdienst an Justizvollzugsanstalten